# Pfaffeggetten
Pfaffeggetten ist ein Stadtteil von Burgkunstadt im oberfränkischen Landkreis Lichtenfels in Bayern.

## Geographische Lage
Der Weiler Pfaffeggetten befindet sich auf 415 m ü. NHN, auf einer Hochebene, im südlichen Bereich des Burkersdorfer Rhätolias-Hügelland, welche die Kernstadt von Burgkunstadt um gut 100 Meter überragt. Die Böden um die Ansiedlung bestehen aus Löss und Lösslehm über Schichtgesteinen des Schwarzjuras-α3 und Sandstein des Oberen Keupers bis Schwarzjuras-α2. Die nächsten Ortschaften sind Hainweiher und Meuselsberg. Der Ortskern von Burgkunstadt befindet sich rund 1,9 Kilometer südwestlich.

## Geschichte
Die erste urkundliche Erwähnung war 1520 als „Pfaffenfelt“ im Urbar des bambergischen Kastenamtes Weismain.
Bei den Landtags- und Kommunalwahlen 1974 entschied sich die Altgemeinde Ebneth mit den beiden Ortsteilen Hainweiher und Pfaffeggetten mit 107:17 Stimmen für die Eingemeindung nach Burgkunstadt. Die offizielle Eingemeindung, nötig geworden durch die Gemeindegebietsreform in Bayern, fand am 1. Januar 1975 statt.

### Einwohnerentwicklung
Die Einwohnerentwicklung von Pfaffeggetten anhand einzelner Daten, maßgeblich aus dem 21. Jahrhundert:
| - 1827: 26 Einwohner - 1833: 15 Einwohner - 1867: 32 Einwohner - 2001: 5 Einwohner - 2002: 6 Einwohner - 2003: 7 Einwohner - 2004: 4 Einwohner - 2005: 5 Einwohner | - 2006: 5 Einwohner - 2007: 4 Einwohner - 2008: 4 Einwohner - 2009: 5 Einwohner - 2010: 7 Einwohner - 2011: 7 Einwohner - 2012: 5 Einwohner - 2013: 3 Einwohner |